# Tenexcalco
Tenexcalco är en ort i Mexiko.   Den ligger i kommunen Tlaquilpa och delstaten Veracruz, i den sydöstra delen av landet, 230 km öster om huvudstaden Mexico City. Tenexcalco ligger 2 054 meter över havet och antalet invånare är 321.
Terrängen runt Tenexcalco är kuperad åt sydväst, men åt nordost är den bergig. Runt Tenexcalco är det ganska tätbefolkat, med 93 invånare per kvadratkilometer. Närmaste större samhälle är Zongolica, 12,9 km nordost om Tenexcalco. Omgivningarna runt Tenexcalco är en mosaik av jordbruksmark och naturlig växtlighet.